# Distretto di Hizan
Il distretto di Hizan (in turco Hizan ilçesi) è uno dei distretti della provincia di Bitlis, in Turchia.